# لافمن (فلوریدا)
لافمن (به انگلیسی: Loughman) یک منطقهٔ مسکونی در ایالات متحده آمریکا است که در شهرستان پولک، فلوریدا واقع شده‌است. لافمن ۹٫۷ کیلومتر مربع مساحت و ۱٬۳۸۵ نفر جمعیت دارد و ۳۱ متر بالاتر از سطح دریا واقع شده‌است.